# Prefettura di Tacheng
La prefettura di Tacheng (in cinese: 塔城地区, pinyin: Tǎchéng Dìqū; in uiguro: تارباغاتاي ۋىلايىتى, Tarbaƣatay wilayiti) è una prefettura della provincia del Sinkiang, in Cina. Dipende amministrativamente dalla prefettura subprovinciale di Ili.

## Suddivisioni amministrative
- Tacheng
- Wusu (o Usu)
- Contea di Emin
- Contea di Yumin
- Contea di Shawan
- Contea di Toli
- Contea autonoma mongola di Hoboksar